# Vatica maritima
Vatica maritima là một loài thực vật thuộc họ Dipterocarpaceae. Loài này có ở Indonesia, Malaysia, Philippines, và có thể cả Brunei.